# Marco Aurelio Soto
Marco Aurelio Soto, né le 13 novembre 1846 à Tegucigalpa et mort le 24 février 1908 à Paris, est un homme politique hondurien. Il est président du Honduras du 26 août 1876 au 19 octobre 1883.